# 연라리역
연라리역(煙羅里驛)은 지금의 경기도 여주시 연라동에 위치했던 수려선의 역이다. 현지에서는 연라역(煙羅驛) 또는 신대역(新垈驛) 등으로 불리기도 했으며, 연라초등학교 근처에 있었다. 현재 흔적은 거의 남아있지 않다.

## 역사
- 1931년 12월 1일 : 이천-여주 간 개통과 함께 영업 개시[2]
- 일자 불명 : 폐지
- 1954년 10월 1일 : 무배치간이역으로 영업 재개[3]
- 1961년 6월 20일 : 여객 영업 중지[4]
- 1964년 1월 10일 : 여객 영업 재개 (여주역 관리)[5]
- 1972년 4월 1일 : 수려선 폐선과 함께 폐지[6]